# Enhörningen (förening)
Enhörningen var en lajvförening med sitt ursprung i Västerås [källa behövs] som var verksam mellan 1992 och 201x(?) då den gick i konkurs. Föreningen kan ses som en avknoppning av Västerås Äventyrssällskap. De arrangerade den så kallade Tirad-kampanjen och startade Eleriakampanjen, stora lajv inriktade på nybörjare. I denna ingick bland annat trilogin Ödesväv. Under en period arrangerades under varje höst ett lajv i en piratkampanj med fokus på ganska hårt rollspel och en råare känsla.
Föreningen äger ett lajvområde som heter Järvsböle och ligger strax utanför Söderhamn. Området centreras kring Järvsböle gård som har anor från 1700-talet. Här arrangerades tidigare Musikanternas Kamp/Skogens Hemlighet i Tiradkampanjen. Tidigare hade föreningen nyttjanderättsavtal för ett område kallat Sandtäppan, men praktiska skäl gjorde att området sällan nyttjades. Utrustningen på Sandtäppan fraktades slutligen till Västerås och användes istället under Ödesväv 2007.